# Скобка Айверсона
Скобка Айверсона — функция, возвращающая 1 для истинного высказывания, и 0, если аргумент ложный:
{\displaystyle [\,P\,]={\begin{cases}1,&{\text{если }}P{\text{ истинно}}\\0,&{\text{если }}P{\text{ ложно}}\end{cases}}}
Нотация введена Кеннетом Айверсоном для языка программирования APL, и оказалась очень удобным математическим обозначением, например, с ним можно лаконично определить:
- символ Кронекера: {\displaystyle \delta _{ij}=[\,i=j\,]},
- индикаторную функцию: {\displaystyle \mathbf {1} _{A}(x)=[\,x\in A\,]},
- функцию Хевисайда: {\displaystyle \theta (x)=[\,x\geqslant 0\,]},
- функцию знака числа: {\displaystyle \operatorname {sgn}(x)=[\,x>0\,]-[\,x<0\,]}.

Также нотация удобна при обращении с суммами, поскольку позволяет выражать их без ограничений на индекс суммирования, например:
{\displaystyle \sum _{i=1}^{n}a_{i}=\sum _{k}a_{k}[\,1\leqslant k\leqslant n\,]},
то есть индекс {\displaystyle k} пробегает всё множество {\displaystyle \mathbb {Z} } целых чисел, и формально суммируется бесконечное число слагаемых, но лишь конечное число их отлично от нуля.
Пример вычисления с использованием нотации Айверсона суммы {\displaystyle S=\sum _{i=1}^{n-1}\sum _{j=i+1}^{n}a_{i}a_{j}} для последовательности {\displaystyle \{a_{i}\}}:
{\displaystyle [\,i<j\,]+[\,i=j\,]+[\,i>j\,]=1},
{\displaystyle \sum \limits _{i,j}a_{i}a_{j}[\,i<j\,]+\sum \limits _{i,j}a_{i}a_{j}[\,i=j\,]+\sum \limits _{i,j}a_{i}a_{j}[\,i>j\,]=\sum \limits _{i,j}a_{i}a_{j}},
{\displaystyle S+\sum \limits _{i}a_{i}^{2}+S={\biggl (}\sum \limits _{i}a_{i}{\biggr )}^{2}},
а так как для правой части:
{\displaystyle \sum \limits _{i,j}a_{i}a_{j}=\sum \limits _{i}\sum \limits _{j}a_{i}a_{j}=\sum \limits _{i}a_{i}\sum \limits _{j}a_{j}={\biggl (}\sum \limits _{i}a_{i}{\biggr )}^{2}},
то:
{\displaystyle S=\sum _{1\leq i<j\leq n}a_{i}a_{j}={\frac {1}{2}}{\biggl (}\sum _{i=1}^{n}a_{i}{\biggr )}^{2}-{\frac {1}{2}}\sum _{i=1}^{n}a_{i}^{2}}.